# Studzieniec (Żyrardów)
Pour les articles homonymes, voir Studzieniec.
Studzieniec (prononciation : [stuˈd͡ʑeɲet͡s]) est un village polonais de la gmina de Puszcza Mariańska dans le powiat de Żyrardów de la voïvodie de Mazovie dans le centre-est de la Pologne.
Il se situe à environ 3 kilomètres à l'est de Puszcza Mariańska (siège de la gmina), 9 kilomètres au sud-ouest de Żyrardów (siège de la Powiat) et à 50 kilomètres au sud-ouest de Varsovie (capitale de la Pologne).
Le village possède approximativement une population de 240 habitants en 2006.

## Histoire
De 1975 à 1998, le village appartenait administrativement à la voïvodie de Skierniewice.